# Moisiej Gubelman
Moisiej Izrailewicz Gubelman (ros. Моисей Израилевич Губельман, ur. 12 stycznia 1884 w Czycie, zm. 12 stycznia 1968 w Moskwie) – działacz bolszewicki.

## Życiorys
W 1902 wstąpił do SDPRR, służył w rosyjskiej armii, w czerwcu 1910 został aresztowany i następnie skazany na zesłanie do obwodu zabajkalskiego, 19 marca 1917 amnestionowany w związku z rewolucją lutową. We wrześniu 1917 został członkiem Dalekowschodniego Krajowego Biura SDPRR(b), był członkiem Prezydium Rady Władywostockiej i w 1918 członkiem Dalekowschodniej Rady Komisarzy Ludowych, a od maja do lipca 1918 komisarzem 1 Dalekowschodniego Oddziału Socjalistycznego Frontu Zabajkalskiego, następnie uczestniczył w komunistycznym ruchu partyzanckim na Syberii. W 1920 był przewodniczącym Nadmorskiego Obwodowego Komitetu RKP(b), 1921-1922 członkiem Dalekowschodniego Biura KC RKP(b) i jednocześnie członkiem Rady Wojennej Armii Ludowo-Rewolucyjnej Republiki Dalekowschodniej, od listopada 1922 do 22 stycznia 1923 sekretarzem odpowiedzialnym Nadamurskiego Gubernialnego Biura RKP(b), a od stycznia do sierpnia 1923 sekretarzem odpowiedzialnym Nadamurskiego Gubernialnego Komitetu RKP(b). Od 1923 pracował w Centralnym Związku Towarzystw Spożywców ZSRR, 1926-1929 był przewodniczącym rejonowej komisji kontrolnej WKP(b) w Moskwie, 1930-1931 sekretarzem kolegium partyjnego Moskiewskiej Miejskiej Komisji Kontrolnej WKP(b), a 1933-1947 przewodniczącym KC Związku Pracowników Handlu Państwowego, w 1947 przeszedł na emeryturę. Był odznaczony Orderem Lenina (13 czerwca 1955) i dwoma innymi orderami.